# Mercedes-Benz W 25

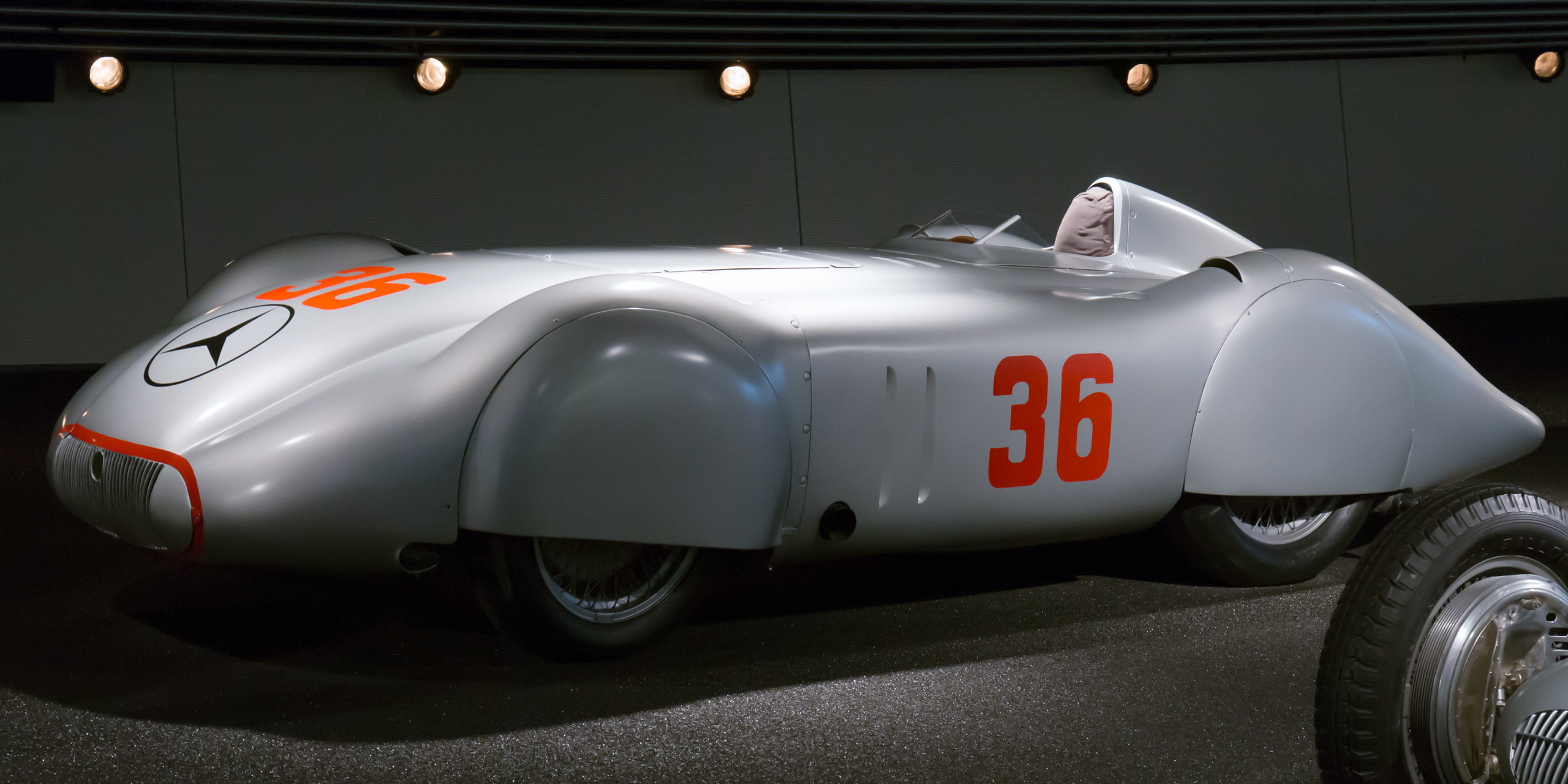
Mercedes-Benz W25 en version Avus streamliner, exposée au Mercedes-Benz Museum

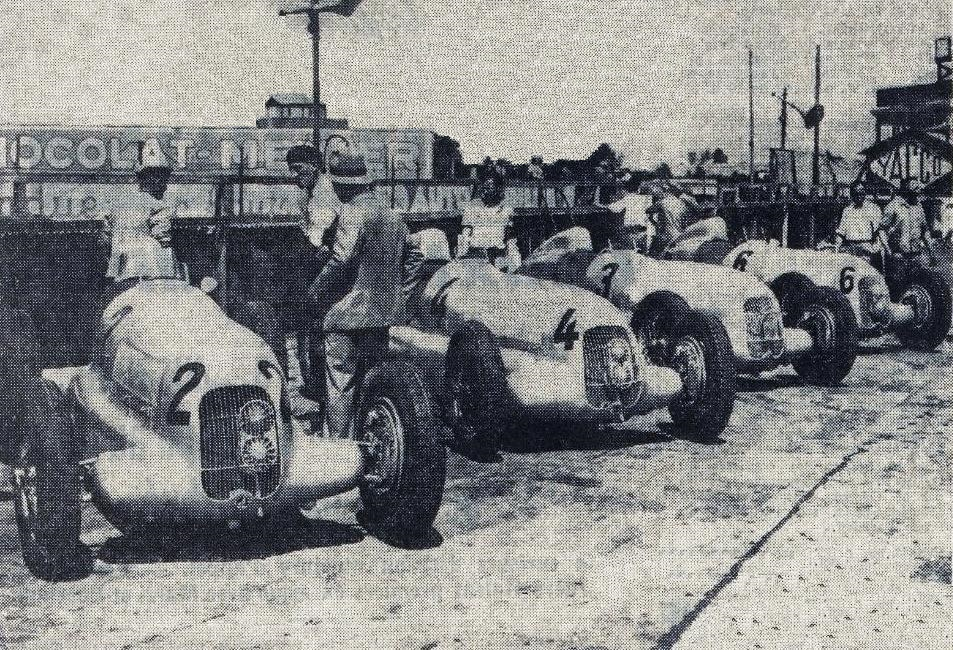
Les Daimler-Benz AG du Grand Prix de l'ACF 1935, de G. à D. celles de Caracciola, de Fagioli, le mulet, et celle de Von Brauchitsch.

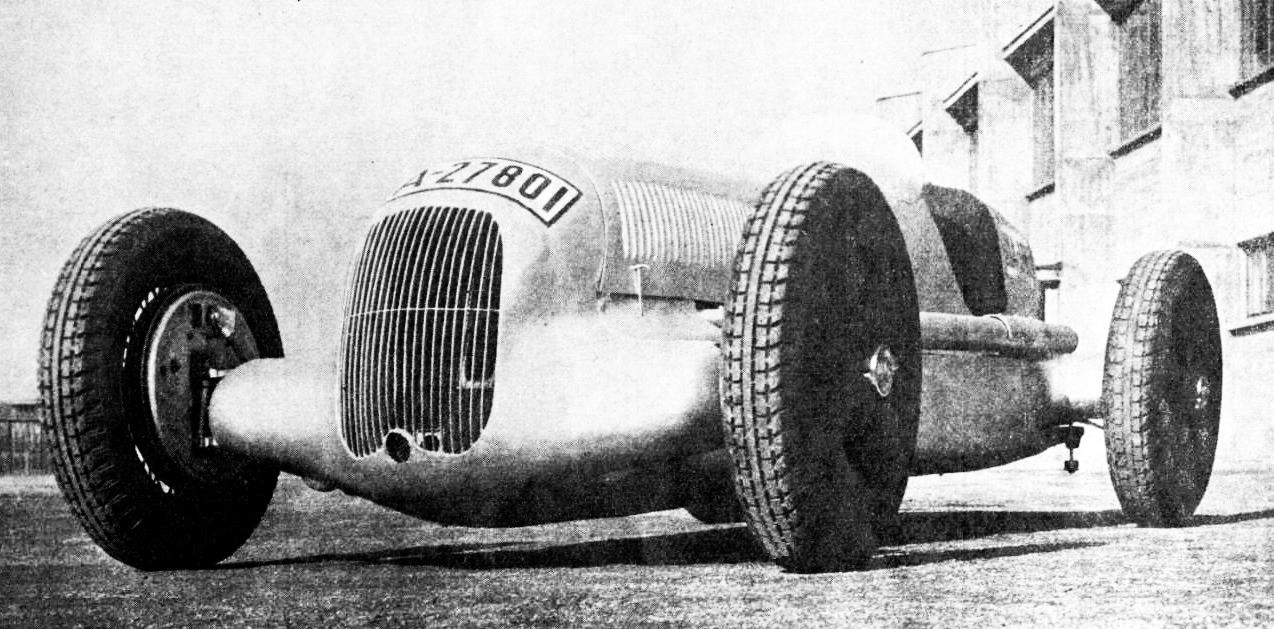
La Mercedes-Benz W 25 1934 quatre roues indépendantes.

La Mercedes-Benz W25 est une automobile sportive de Grand Prix, développée par le constructeur allemand Mercedes-Benz au milieu des années 1930.

## Technologie

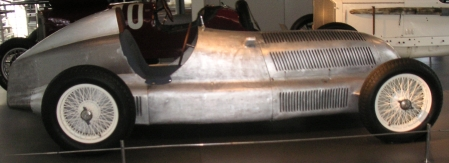
Mercedes-Benz W 25 de 1934, vue de côté

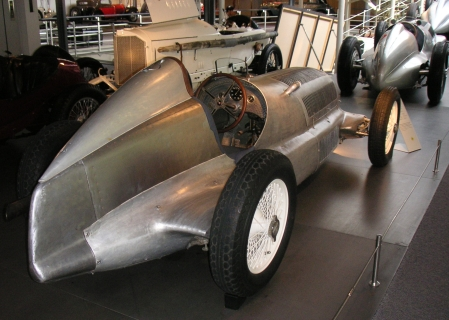
Mercedes-Benz W 25 de 1934, vue arrière

La Mercedes-Benz W 25 était équipée d'un moteur huit cylindres en ligne suralimenté d'une cylindrée initiale de 3,36 litres (alésage 78 mm, course 88 mm), d'une technologie à quatre soupapes et d'une puissance de 354 ch (260 kW). Afin d'atteindre les performances indiquées, le moteur avait besoin d'un mélange de 86 % d'alcool méthylique, 4,4 % de nitrobenzène, 8,8 % d'acétone et 0,8 % d'éther en tant que carburant,. À partir de 1935, la voiture a été développée avec une cylindrée de 4 litres et 430 ch pour devenir la W 25 B, ensuite avec une cylindrée de 4,3 litres en 1936 et enfin une cylindrée 4,7 litres. La consommation de carburant des moteurs était d'environ 100 litres aux 100 km.
Le moteur pesait 211 kilogrammes (une autre source indique 114 kilogrammes). La transmission manuelle et le différentiel se trouvaient sur l'essieu arrière. Deux poutres longitudinales à profil en U avec croisillons formaient le cadre sur lequel était placée une carrosserie en aluminium avec un arrière effilé. Jusqu'en 1935, les roues étaient suspendues individuellement, à l'avant sur des doubles triangles avec ressorts hélicoïdaux, à l'arrière sur un essieu pendulaire (essieu oscillant) avec ressorts à lames elliptique. En 1936, il y avait un essieu rigide De Dion à la place de l'essieu arrière pendulaire. Les frein à tambour sur les deux essieux étaient à commande hydraulique.

## Palmarès

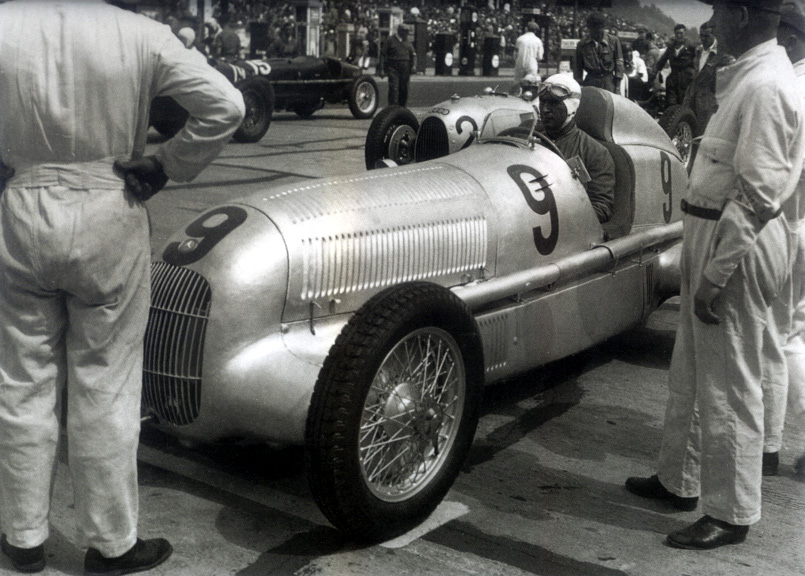
Luigi Fagioli dans une Mercedes-Benz W 25, 1934

Après des essais routiers à Monza, en Italie, entre autres, la Mercedes-Benz W 25 était censée prendre le départ pour la première fois lors de la course AVUS en 1934, mais elle n'était pas prête à temps pour la course. La première utilisation de la voiture a eu lieu le 3 juin lors du Grand Prix automobile de l'Eifel au Nürburgring dans un peloton de 44 partants, que Manfred von Brauchitsch a remporté avec une avance de 1:20 minutes sur Hans Stuck dans une Auto Union Type A. Von Brauchitsch a parcouru les 15 tours, ou 342,150 kilomètres, sur la Nordschleife en 2:47:36,4 heures, ce qui correspond à une vitesse moyenne de 122,48 km/h,. Lors du Grand Prix automobile d'Allemagne du 28 juin au Nürburgring, qui s'est déroulé sur 570,250 kilomètres, Luigi Fagioli a pris la deuxième place dans une Mercedes-Benz à 2:07 minutes de retard, 4:40:26,2 heures, derrière Hans Stuck dans une Auto Union. Cela a été suivi par des victoires au Grand Prix automobile de Pescara ainsi qu'au Grand Prix automobile d'Italie et au Grand Prix automobile d'Espagne. Au Grand Prix automobile de France, cependant, toutes les W 25 ont été éliminées.
En 1935, Rudolf Caracciola devient champion d'Europe avec la W 25. Mercedes a remporté neuf courses sur dix. Entre autres choses, Caracciola a remporté le Grand Prix automobile de l'Eifel avec 1,9 seconde d'avance sur Bernd Rosemeyer dans une Auto Union. Hermann Lang, au volant d'une Mercedes-Benz pour sa première course, a terminé cinquième; Manfred von Brauchitsch était absent. Au Grand Prix automobile d'Allemagne, von Brauchitsch a réalisé le tour le plus rapide à ce jour au Nürburgring avec 10 min 32 s, mais il a perdu la victoire à sept kilomètres de l'arrivée en raison d'un pneu éclaté. Caracciola est arrivé troisième.
Au cours de la saison 1936, Auto Union, dirigée par Bernd Rosemeyer, était la marque supérieure. Mercedes-Benz n'a remporté que le Grand Prix de Monaco et le Grand Prix de Tunisie, tous deux avec Rudolf Caracciola. La raison de ce succès insatisfaisant était peut-être le châssis M 25 à empattement plus court, qui a été modifié en 1936.

## Voiture record

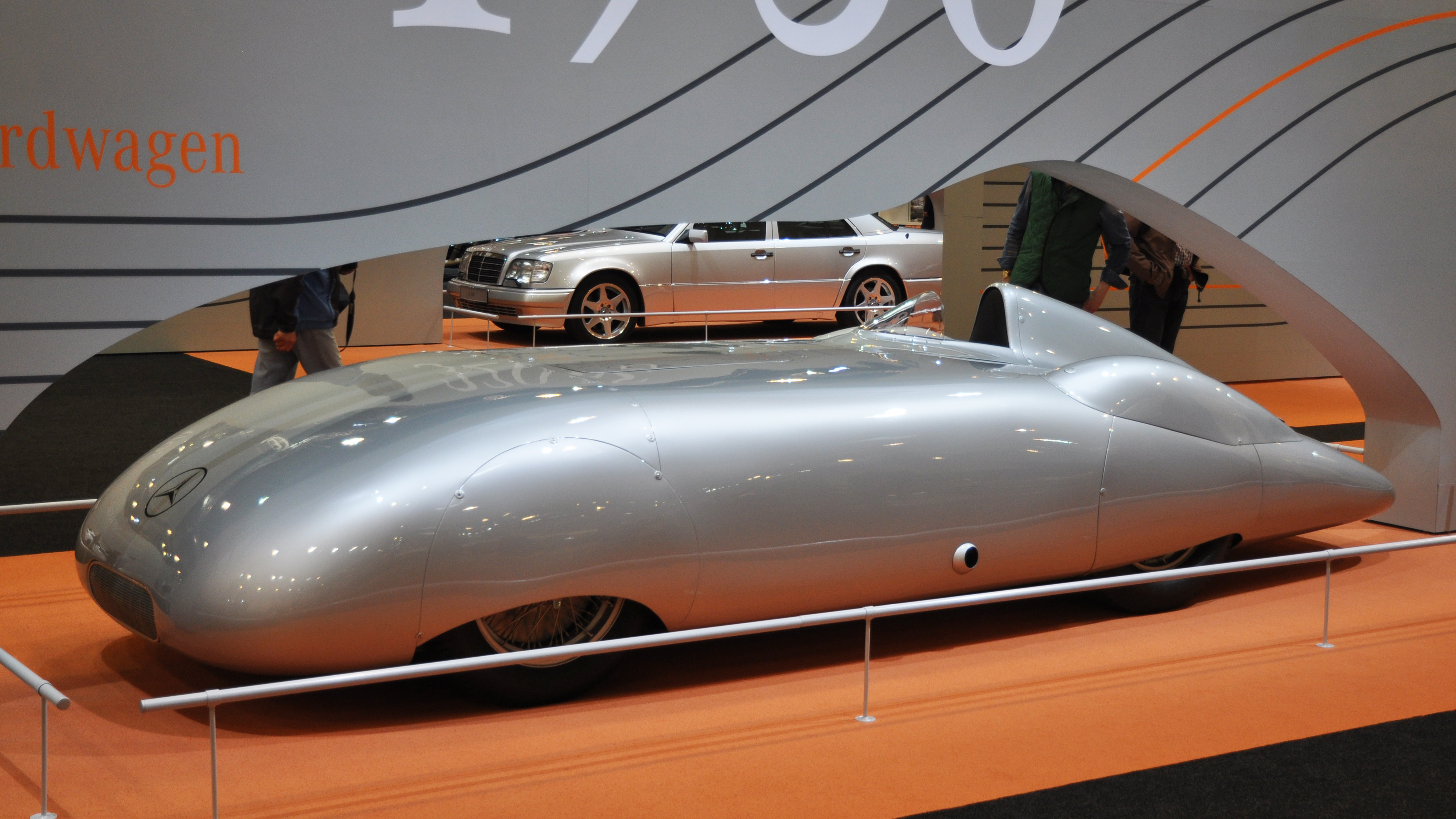
Voiture record Mercedes-Benz W 25 profilée de 1936

Basé sur la voiture des Grands Prix, un véhicule profilé doté d'un moteur en V à 12 cylindres a été construit en 1936 pour des courses de record. Le 26 octobre 1936, Rudolf Caracciola atteignait avec cette voiture une vitesse de pointe de 366,9 km/h sur l'autoroute Francfort-Heidelberg. Le moteur avait une cylindrée de 4 980 cm³ et une puissance de 540 ch (420 kW). Caracciola avait déjà établi un record en décembre 1934 avec une W 25 dont le moteur avait été augmenté à 3 990 cm³. Avec la monoplace sur le circuit AVUS, il a atteint une vitesse de 311,38 km/h, mesurée sur un parcours de 5 km avec un départ lancé.

## Flèche d'Argent
Le terme Flèche d'Argent serait apparu avec la Mercedes-Benz W 25 après que - comme on dit - les mécaniciens eurent poncé la peinture des voitures du Grand Prix de l'Eifel de 1934, qui pesaient un kilo de trop, la veille du départ, afin d'en réduire le poids. L'aluminium argenté mat chatoyant en résultant est la raison pour laquelle le nom est apparu. Cette histoire suscite des doutes depuis longtemps, et les raisons en sont diverses. Entre autres choses, le journaliste radio Paul Laven a décrit une Mercedes-Benz SSKL avec une carrosserie profilée argentée en tant que «Flèche d'Argent» lors du Grand Prix automobile d'Allemagne au circuit AVUS en 1932. De plus, il est peu probable que Mercedes-Benz se soit rendu au Nürburgring avec des voitures trop lourdes en espérant que l'excès de poids ne soit pas remarqué.